# Werner von Haxthausen
Werner Moritz Maria Graf von Haxthausen (né le 18 juillet 1780 à Bökendorf, aujourd'hui quartier de Brakel, mort le 30 avril 1842 à Wurtzbourg) est un haut fonctionnaire et philologue prussien.

## Biographie
Werner est l'un des huit fils du sénéchal de Paderborn Werner Adolph von Haxthausen (de) et de son épouse Marie Anne von Wendt-Papenhausen. Il a aussi neuf sœurs. Il est élevé un temps dans la famille du poète Frédéric-Léopold de Stolberg-Stolberg à Münster, il étudie le droit et le médecine à l'université de Münster puis en 1801 à Prague ; en 1803-1804, il vit en Bohême. Après avoir assumé temporairement la prébende de la cathédrale d'Osnabrück, il se tourne vers l'orientalisme à Paris, Göttingen et Halle. En tant que membre du "Tugendbund" de Wilhelm von Dörnberg, qui conspire contre le royaume de Westphalie créé par les Français, il doit fuir en Angleterre où il travaille comme médecin sous le nom de "Dr. Albrock" puis participe comme aide de camp du général Ludwig von Wallmoden , chef de la Légion russo-allemande, pendant la campagne d’Allemagne. À Paris et durant le congrès de Vienne, il rencontre Ernst Moritz Arndt, Sulpiz Boisserée, Joseph von Laßberg et Joseph Görres. En 1825, il épouse Elisabeth (Betty) von Harff-Dreiborn. Son héritage lui permet de réhabiliter financièrement les biens familiaux, puis l'administration prend ensuite le relais. De ce mariage, naît une fille, Maria qui épousera Hermann von und zu Brenken (de).
En 1815, Haxthausen est nommé par le conseil du gouvernement prussien à Cologne et se voit confier l'organisation de la récente Rhénanie prussienne. En 1825, il est licencié après avoir soutenu les frères Grimm et Joseph Görres lors de la Demagogenverfolgung. En 1833, il devient président du comité pour le droit des populations rurales. Sous son influence, Charles-Louis de Haller écrit un pamphlet contre le gouvernement prussien, ce qui vaut à Haxthausen d'être vite arrêté. Peu à peu, il est isolé et part pour la Bavière.
Comme philologue, Werner von Haxthausen publie une série de chansons populaires en grec moderne, saluée par Goethe. Par ailleurs, comme son frère August, ses nièces la poétesse Annette et Jenny von Droste zu Hülshoff, il contribue au recueil de contes des frères Grimm, avec qui il a une amitié très forte.
Comme son ami Sulpiz Boisserée, Haxthausen tient aussi une importante collection de peintures et contribue à l'achèvement de la cathédrale de Cologne.
Comme élève du poète Friedrich Leopold de Stolberg et durant ses études, il se rend souvent au château Hülshoff avec Thérèse, sa sœur la plus âgée, la mère de la poétesse Annette von Droste-Hülshoff. Il lui donne des cours de lectures. Haxthausen écrit des poèmes dans le style de Johann Heinrich Voß, dont se moque Goethe. En 1825-1826, Annette vient vivre avec lui à Cologne et l'aide à ranger sa bibliothèque. Annette s'estime cependant offensée par le comportement de son oncle. Par son intermédiaire, Jenny rencontre son ami Joseph von Laßberg qu'elle épouse en 1834.
En 1837, il achète le château de Salzburg (de), près de Bad Neustadt an der Saale, qu'il voit lors d'une visite à Bad Kissingen. Louis Ier de Bavière lui attribue le titre de grave. Il meurt un an après avoir entrepris les travaux pour une chapelle à l'intérieur du château et se fait enterrer dans le caveau de la famille Stauffenberg.

## Source, notes et références
- (de) Cet article est partiellement ou en totalité issu de l’article de Wikipédia en allemand intitulé « Werner von Haxthausen » (voir la liste des auteurs).
- (de) Alexander Reifferscheid, « Haxthausen, Werner Graf von », dans Allgemeine Deutsche Biographie (ADB), vol. 11, Leipzig, Duncker & Humblot, 1880, p. 121-122
- (de) Adalbert Elschenbroich, « Haxthausen, Werner Moritz Maria Graf von », dans Neue Deutsche Biographie (NDB), vol. 8, Berlin, Duncker & Humblot, 1969, p. 141–142 (original numérisé).
- Wilderich von Droste zu Hülshoff (Einleitung und Biografien)/Sibren Verhelst (Genealogie): Werner Adolph Freiherr von Haxthausen – Inspirator des Bökendorfer Romantikerkreises und seine Nachkommen, Gorinchem (Niederlande), 2014
- Wilderich von Droste zu Hülshoff: Annette v. Droste-Hülshoff im Spannungsfeld ihrer Familie. C. A. Starke Verlag, Limburg (Lahn) 1998  (ISBN 3-7980-0683-0) (Aus dem Deutschen Adelsarchiv 16).
- Ruth Gräfin von Westphalen, Ulrich Wollheim (Hrsg.): Werner von Haxthausen. Westfälischer Freiherr und bayerischer Graf im Briefwechsel mit seinen Geschwistern. Familienbriefe aus den Jahren 1825 bis 1850. Mit einem Essay von Horst Conrad. Rüschhaus-Verlag, Münster 1998  (ISBN 3-931039-08-0) (Kleine Rüschhaus-Edition 6).
- Volker Schupp (de): Sonderdrucke aus der Albert-Ludwigs-Universität Freiburg vitae parallelae Kettenbrüder: Joseph von Laßberg und Werner von Haxthausen – dem Donaueschinger Konrad Kunze zum 65. Geburtstag (Online: Uni Freiburg)
- Notices d'autorité :   - VIAF
  - ISNI
  - IdRef
  - LCCN
  - GND
  - Pays-Bas
  - NUKAT
  - Grèce
  - WorldCat